# Яндубаев, Максим Юрьевич
Максим Яндубаев — российский спортсмен (армспорт).Чемпион России 2013г, Чемпион Европы по армрестлингу 2013г. Серебряный Чемпион России 2014,2016,2017 годов. Серебряный Чемпион Мира по армрестлингу 2013,2015, 2017 бронзовый Чемпион Мира 2016г. Выиграл Кубок мира среди профессионалов по армрестлингу 2013 года весовой категории до 63кг.Первый тренер Расуль Мухаметшин, с 2014 г. тренеруется под руководством  —Булата Исламова. В 2014 году было присвоено звание "Мастер спорта России международного класса". 17 октября 2018 года присвоено звание "Заслуженный мастер спорта России".
Первый чемпион по армрестлингу, воспитанный на башкирской земле. В детстве занимался шахматами, армспортом — с 19 лет, с полуторагодичной паузой на службу в армии. То есть путь до золота России, Европы и мира занял два с половиной года.
Трудится в Башнефти, выступает за предприятие. Учится в УГНТУ
Родом из Шариповского участка сельского поселения Новокаинлыковский сельсовет. Проживает в Октябрьском с женой и сыном.